# Hessischer Radfernweg R6

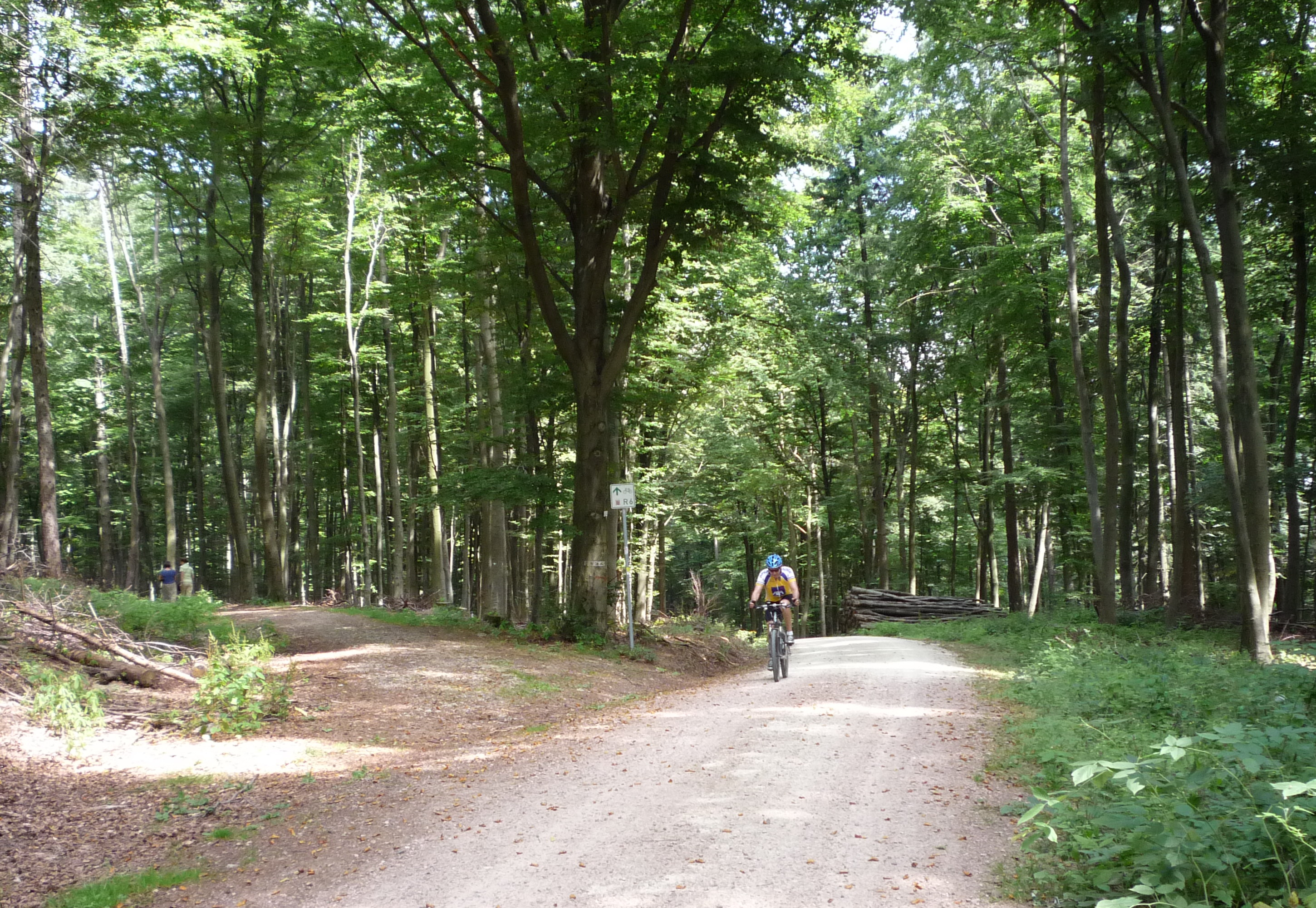
Radfernweg R6 in der Nähe des Jagdschloss Platte am Stadtrand von Wiesbaden auf dem Herzogweg (2009)

Der Hessische Radfernweg R6 ist einer von neun Radfernwegen in Hessen und steht unter dem Motto Vom Waldecker Land ins Rheintal. Der Radfernweg beginnt in Diemelstadt im Norden Hessens und verläuft überwiegend über asphaltierte Wege bis nach Lampertheim im Süden. Die Gesamtlänge beträgt ungefähr 380 Kilometer.

## Unterwegsstationen
Diemelstadt – Bad Arolsen – Waldeck – Frankenberg (Eder) – Bahnhof Halsdorf – Kirchhain – Homberg (Ohm) – Grünberg – Lich – Usingen – Idstein – Jagdschloss Platte (Wiesbaden) – Mainz-Kostheim (Wiesbaden) – Ginsheim-Gustavsburg – Kühkopf-Knoblochsaue – Stockstadt am Rhein – Gernsheim – Lampertheim

## Anschluss an andere große Radwege
- Diemel-Radweg

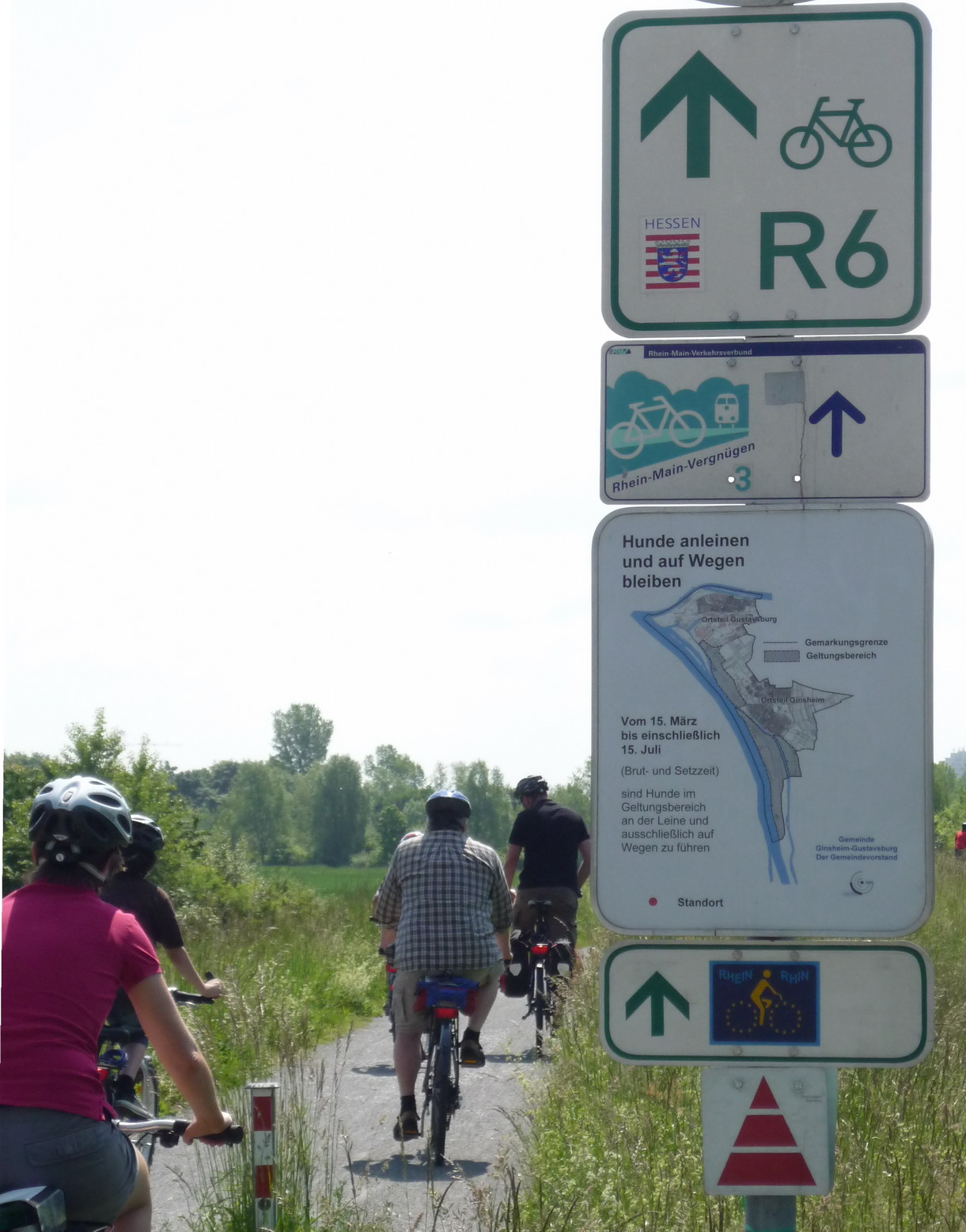
Wegweiser auf dem Rheindeich

- Ederradweg bei Frankenberg (Eder)
- Hessischer Radfernweg R8 bei Frankenberg
- Hessischer Radfernweg R2 bei Kirchhain
- Hessischer Radfernweg R5
- Weiltalweg in Rod an der Weil (Taunus)
- Hessischer Radfernweg R8 in Idstein
- Deutscher Limes-Radweg
- Hessischer Radfernweg R3 in Mainz-Kostheim (Mainbrücke), Stadtteil von Wiesbaden
- Main-Radweg in Mainz-Kostheim
- Rheinradweg rechtsrheinisch: gemeinsamer Verlauf von Mainz-Kostheim bis Landesgrenze zu Baden-Württemberg
- Rheinradweg linksrheinisch: in Ginsheim-Gustavsburg (Kreis Groß-Gerau) über die Rheinbrücke der Eisenbahn.
- Modau-Radroute in Stockstadt am Rhein
- Hessischer Radfernweg R9 gegenüber von Worms